# Huahine (Polinesia Francesa)
Huahine es una comuna francesa situada en la subdivisión de Islas de Sotavento, que forma parte de la colectividad de ultramar de Polinesia Francesa.

## Composición
Está formada por la unión de las ocho comunas asociadas de Faie, Fare, Fitii, Haapu, Maeva, Maroe, Parea y Tefarerii, que están situadas en la isla de Huahine:
| Comuna asociada de Faie                      |                  |                  |                    |
| Fracción de la isla de Huahine (Huahine Nui) | Población (2012) | Superficie (km²) | Densidad (hab/km²) |
| Faie                                         | 395              | -                | -                  |
| Islote                                       | Población (2012) | Superficie (km²) | Densidad (hab/km²) |
| Vavaratea                                    | -                | -                | -                  |
| Comuna asociada de Fare                      |                  |                  |                    |
| Fracción de la isla de Huahine (Huahine Nui) | Población (2012) | Superficie (km²) | Densidad (hab/km²) |
| Fare                                         | 1603             | -                | -                  |
| Comuna asociada de Fitii                     |                  |                  |                    |
| Fracción de la isla de Huahine (Huahine Nui) | Población (2012) | Superficie (km²) | Densidad (hab/km²) |
| Fitii                                        | 1161             | -                | -                  |
| Islote                                       | Población (2012) | Superficie (km²) | Densidad (hab/km²) |
| Vaiorea                                      | 999              | -                | -                  |
| Comuna asociada de Haapu                     |                  |                  |                    |
| Fracción de la isla de Huahine (Huahine Iti) | Población (2012) | Superficie (km²) | Densidad (hab/km²) |
| Haapu                                        | 633              | -                | -                  |
| Comuna asociada de Maeva                     |                  |                  |                    |
| Fracción de la isla de Huahine (Huahine Nui) | Población (2012) | Superficie (km²) | Densidad (hab/km²) |
| Maeva                                        | 1013             | -                | -                  |
| Islote                                       | Población (2012) | Superficie (km²) | Densidad (hab/km²) |
| Mahare                                       | -                | -                | -                  |
| Comuna asociada de Maroe                     |                  |                  |                    |
| Fracción de la isla de Huahine               | Población (2012) | Superficie (km²) | Densidad (hab/km²) |
| Maroe                                        | 535              | -                | -                  |
| Islote                                       | Población (2012) | Superficie (km²) | Densidad (hab/km²) |
| Topatii                                      | -                | -                | -                  |
| Comuna asociada de Parea                     |                  |                  |                    |
| Fracción de la isla de Huahine (Huahine Iti) | Población (2012) | Superficie (km²) | Densidad (hab/km²) |
| Parea                                        | 517              | -                | -                  |
| Islote                                       | Población (2012) | Superficie (km²) | Densidad (hab/km²) |
| Araara                                       | -                | -                | -                  |
| Comuna asociada de Tefarerii                 |                  |                  |                    |
| Fracción de la isla de Huahine (Huahine Iti) | Población (2012) | Superficie (km²) | Densidad (hab/km²) |
| Tefarerii                                    | 456              | -                | -                  |
| Islote                                       | Población (2012) | Superficie (km²) | Densidad (hab/km²) |
| Murimaaora                                   | -                | -                | -                  |

## Demografía
| Gráfica de evolución demográfica de Huahine entre 1971 y 2012 |
|                                                               |

Fuente: Insee